# Indische Buurt (Zwolle)
De Indische Buurt is een buurt in de Overijsselse plaats Zwolle. De buurt vormt een deel van de wijk Diezerpoort.

## Geschiedenis
Een groot deel van de Indische buurt is opgeleverd in de jaren twintig.
In 1994 kwam de buurt landelijk in het nieuws. De mobiele eenheid moest er toen aan te pas komen om de rust te herstellen na een rel rond een Antilliaans gezin. Om de vrede te bewaren werden in de jaren daarna geen allochtonen in de wijk geplaatst, bekende oud-burgemeester Jan Franssen vele jaren later tegenover De Volkskrant.
Door de inzet van onorthodoxe middelen, maar ook door goed naar de wensen van de bewoners te luisteren, lukte het om de buurt uit de neerwaartse spiraal te halen. Het beslissende zetje zou een basisschool kunnen zijn, zei het Tweede Kamerlid Jan Rijpstra toen hij de wijk adopteerde. Dat de Indische Buurt niet aan de normen voor de oprichting van een school voldoet hoefde volgens Rijpstra geen bezwaar te zijn: 'Dan wijken we maar een keer van de norm af.'
In juni 2011 kwam de buurt opnieuw in opspraak toen er een man was neergeschoten in de Sumatrastraat. De man werd in de borst geraakt. De politie viel een woning binnen maar heeft de dader niet kunnen vinden.
Wijken: Aa-landen · Assendorp · Berkum · Binnenstad · Diezerpoort · Hanzeland · Holtenbroek · Ittersum · Kamperpoort-Veerallee · Marsweteringlanden · Poort van Zwolle · Schelle · Soestweteringlanden · Stadshagen · Vechtlanden · Westenholte · Wipstrik

Buurten: Aalanden-Midden · -Noord · -Oost · -Zuid · Bagijneweide · Berkum · Binnenstad-Noord · -Zuid · Bollebieste · Breecamp · Breezicht · Brinkhoek · De Tippe · Dieze-Centrum · Frankhuis · Gerenbroek · Gerenlanden · Geren · Haerst · Hanzeland · Harculo en Hoog-Zuthem · Herfte · Het Noorden · Hogenkamp · Holtenbroek I · II · III · IV · Indische Buurt · Ittersumerbroek · Ittersumerlanden · Kamperpoort  · Katerveer-Engelse Werk · Langenholte · Mastenbroek · Meppelerstraatweg-Zuid · Milligen · Nieuw-Assendorp · Noordereiland · Oldenelerbroek · Oldenelerlanden-Oost · -West · Oud-Assendorp · Oud-Westenholte · Oud Ittersum · Oud Schelle · Pierik · Schelle-Zuid en Oldeneel · Schellerbroek · Schellerhoek · Schellerlanden · Schildersbuurt · Schoonhorst · Spoolde · Stadsbroek · Stationsbuurt · Tolhuislanden · Veerallee · Veldhoek · Vreugderijk · Werkeren · Westenholte-Stins · Wezenlanden · Wijthmen · Windesheim · Wipstrik-Noord · -Zuid · Zwolle-Zuid

Bedrijventerreinen: Floresstraat · Hanzeland · Hessenpoort · Marslanden (-Noord · -Zuid) · Oosterenk · Voorst (Voorst-A · Voorst-B · Voorst-C) · Voorsterpoort · De Vrolijkheid